# Feuerwehrmuseum Finsterwalde

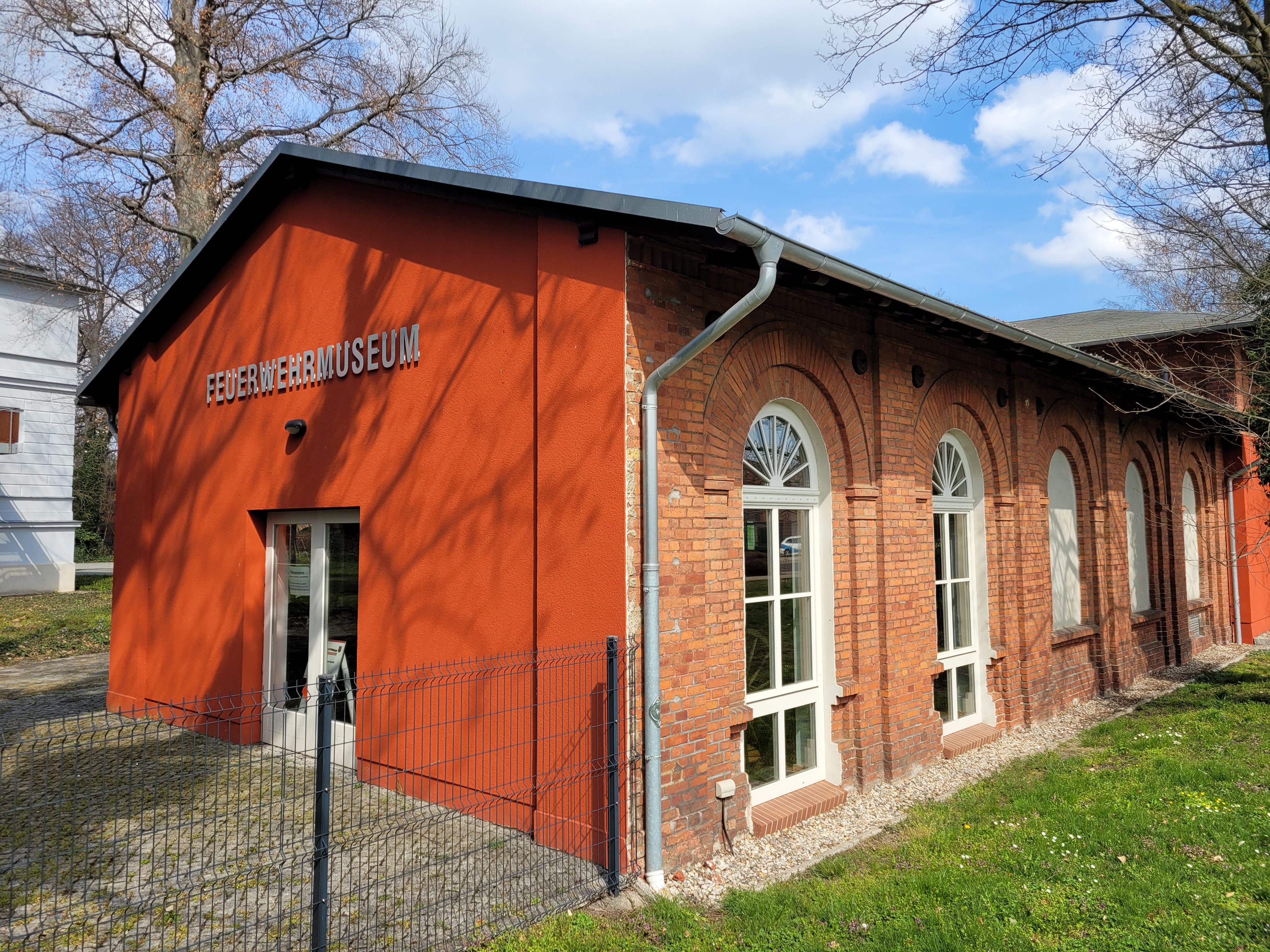
Das Feuerwehrmuseum Finsterwalde von der Geschwister-Scholl-Straße aus gesehen im Jahr 2023

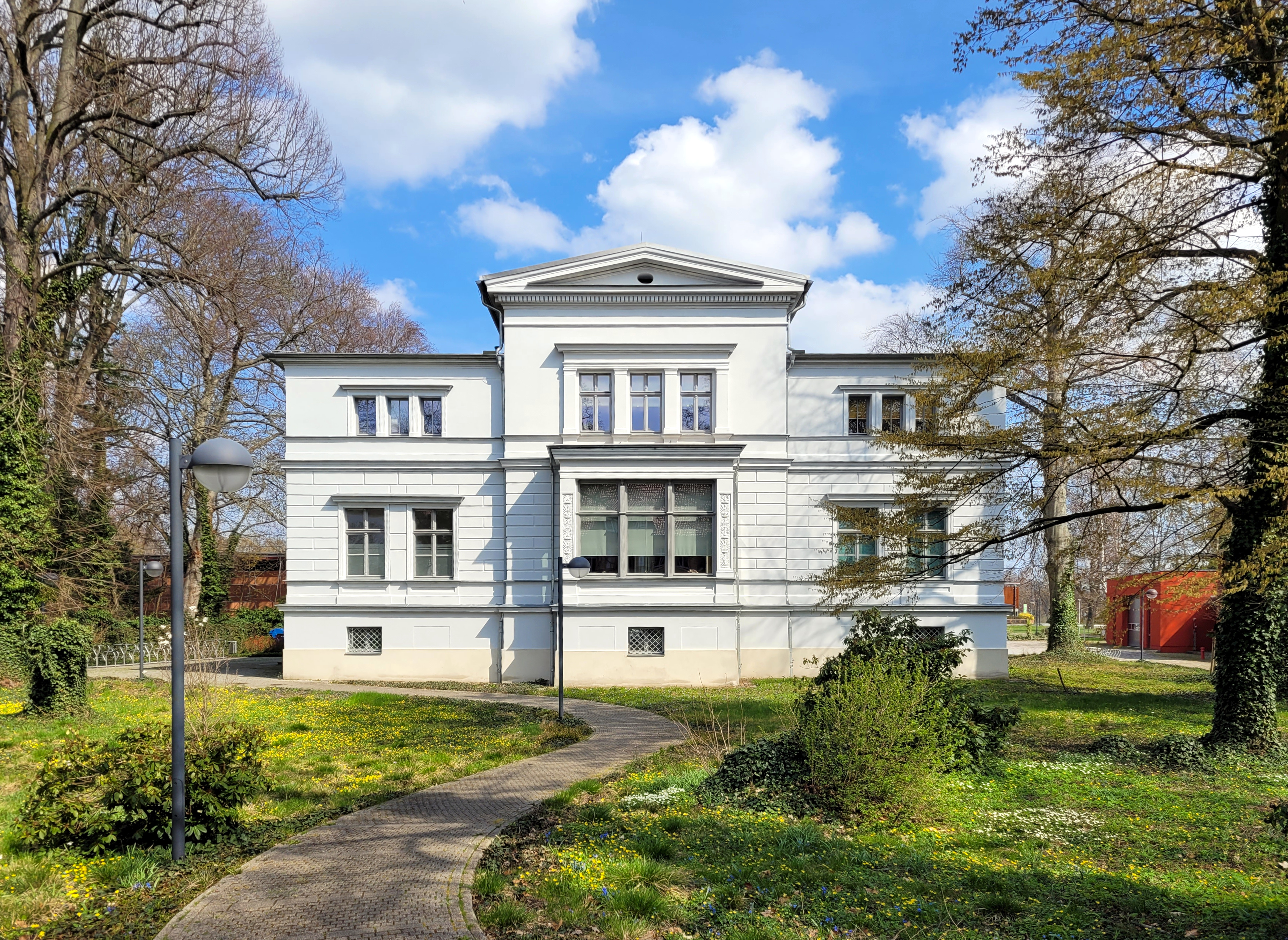
Foto der Villa des Tuchfabrikanten Haberland, erbaut vor 1870, aus dem Jahr 2023. Am rechten Bildrand ist die dazugehörige Remise, die das Museum beherbergt, sichtbar.

Das Feuerwehrmuseum Finsterwalde ist eine museale Einrichtung der Stadt Finsterwalde im südbrandenburgischen Landkreis Elbe-Elster. Die Ausstellung befindet sich in der Remise einer einstigen Fabrikantenvilla. Die sogenannte Haberland’sche Villa in der Geschwister-Scholl-Straße (bis 1948 Kurzer Damm genannt) gehört zu einer aus dem 19. Jahrhundert stammenden Gebäudegruppe und ist in der Denkmalliste des Landes Brandenburg verzeichnet.

## Ausstellung
Das Museum, das sich mit der regionalen Geschichte des Feuerlöschwesens befasst, verteilt sich auf etwa 350 Quadratmeter Ausstellungsfläche. Zuvor befand sich die Feuerwehrausstellung in Räumlichkeiten des Finsterwalder Schlosses, die einst von einer hier ansässigen Tuchfabrik genutzt und im Jahr 1925 zu einem Feuerwehrhaus umgebaut wurden.

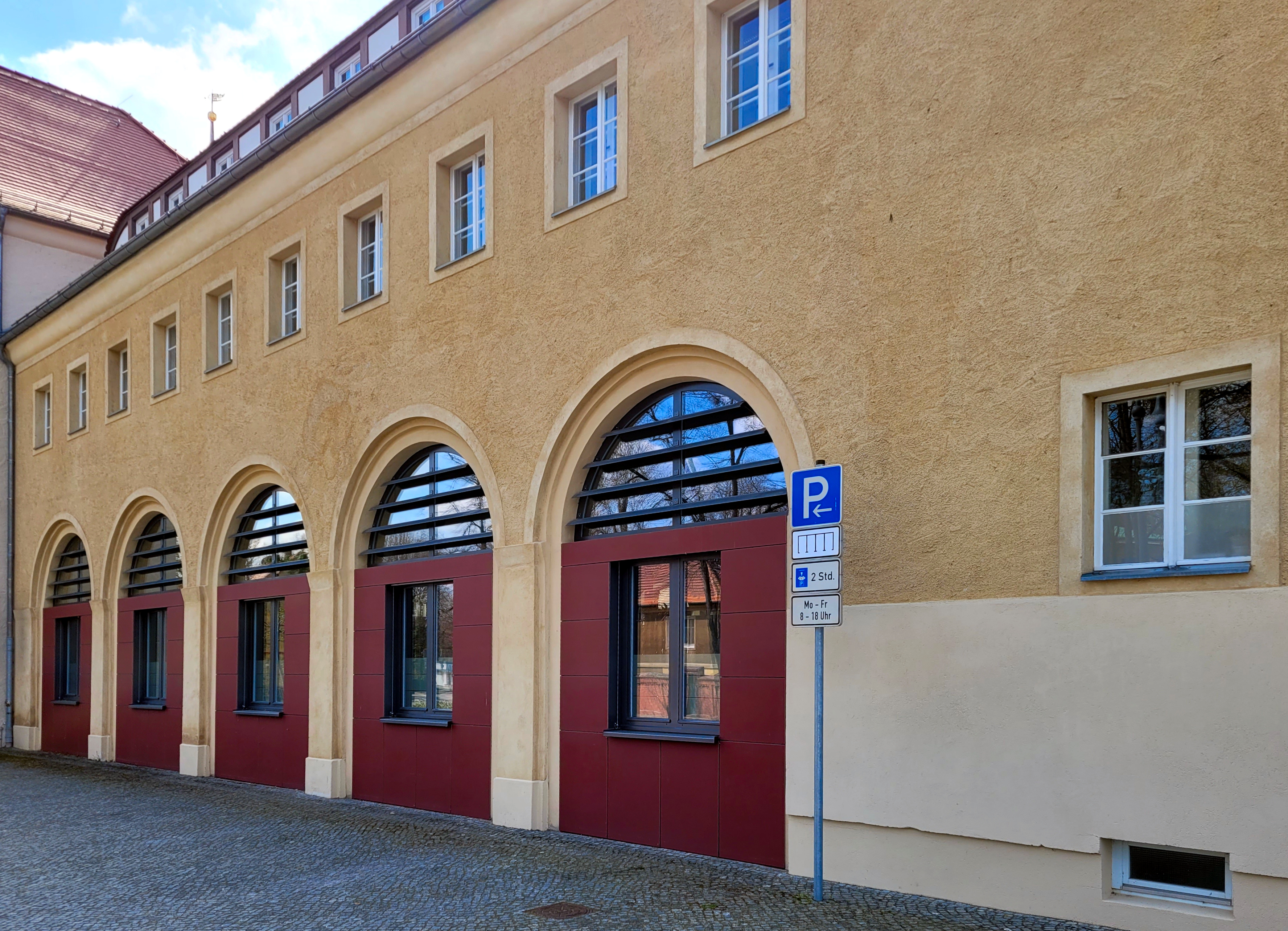
Standort des Museums im Schloss Finsterwalde bis 2012 auf einer Aufnahme von 2023.

Der Standort im Schloss wurde zu einem Bürgerservice der Stadtverwaltung umgebaut. Anlässlich des 140. Jubiläums der Finsterwalder Feuerwehr wurden die für das Museum vorgesehenen Gebäude in der Geschwister-Scholl-Straße dem örtlichen Feuerwehrverein am 16. Juni 2012 übergeben und die neue Einrichtung konnte am 20. Januar 2013 eingeweiht werden. Der Umbau der denkmalgeschützten Gebäude in der Geschwister-Scholl-Straße kostete etwa eine halbe Million Euro, die zu zwei Dritteln von Bund und Land übernommen wurden.
Zu den Ausstellungsstücken gehören verschiedene Feuerwehrfahrzeuge, wie ein Tanklöschfahrzeug TLF 15 H3A (Baujahr 1956), ein Schlauchkraftwagen SKW 14 S4000 (Baujahr 1959) und ein aus dem Jahr 1986 stammender Ausrückedienstwageb AdW Wartburg 353. Weitere hier zu findende Zeugnisse aus den verschiedenen Epochen der Finsterwalder Feuerwehrgeschichte sind unter anderem wasserführende Armaturen, Funk- und Alarmierungstechnik, Atemschutz- und Kleingeräte, Leitern, ein zweirädriges Wasserfass sowie Steiger- und Angriffswagen. Das vermutlich älteste hier ausgestellte Stück ist eine Handdruckspritze aus dem Jahr 1881, die in Herzberg/Elster gebaut und 1972 der Finsterwalder Feuerwehr zum einhundertjährigen Bestehen von der Birkwalder Feuerwehr geschenkt wurde.
In einem Buch von 2014 sind Tanklöschwagen, Schlauchwagen, ELW-Fahrzeuge sowie 3 Autos genannt.

## Gebäude
Villa und Remise in der Geschwister-Scholl-Straße 2 wurde vor 1870 von Kommerzienrat Benno Richard Haberland, einem in Finsterwalde ansässigen Tuchfabrikanten, errichtet. Das sich östlich anschließende Firmengelände am Langen Damm wurde 1898 mit der Villa an den Tuchfabrikanten Koswig veräußert. Die Gebäude stehen in der Gegenwart unter Denkmalschutz. Sie gehören zu einer Gebäudegruppe, die ungefähr ab der Mitte des 19. Jahrhunderts am einstigen Kurzen Damm entstand, wo sich bevorzugt ortsansässige Unternehmer auf großzügig bemessenen Grundstücken niederließen. Diese Gebäude zählen heute zu den prägendsten Zeugnissen der örtlichen Bebauung.